# エステルハージ

エステルハージ家の紋章

エステルハージ家・エスターハージー家（ハンガリー語: Eszterházy család [ˈɛstɛrhaːzi], ドイツ語: Haus Esterházy [ˈɛstɐhaːzi]）は、中世から続くハンガリーの貴族である。いくつもの分家がある。
17世紀からハプスブルク帝国、オーストリア＝ハンガリー帝国末まで、ハンガリー王国最大の大地主であり、事業家であった。

## 概要
元はハンガリー王国の北にあるガランタ（現在のスロヴァキア南西部にある一都市）にあるジェントリであった。一族は、エステルハージ・ニコラウス伯爵（1583–1645）と息子のエステルハージ・パール（1635–1713）侯爵の代で台頭する。
1626年にニコラウスは伯爵の地位を授けられ、1712年にエステルハージ本家は侯爵の地位を与えられた。エステルハージ家の成功は、着実な土地の蓄積と、カトリック教会とハプスブルク家への忠誠に起因する。
ハンガリーは一貫して、時には反乱や革命（1848年革命）を起こしてオーストリアの支配からの解放を要求し、最終的には第一次世界大戦末期に独立を成しとげることとなる。しかしながら、エステルハージの侯爵たちは首尾一貫してハプスブルク家へ忠誠を誓い、何度も重大な局面を迎えたときにハプスブルク家に多大な貢献を果たしてきた。1683年のオスマン帝国によるウィーン包囲や1809年のナポレオンによるウィーン征服などである。
一族は3つの方法でその財産を得てきた。対抗改革におけるプロテスタントからの土地の再配分。オスマン帝国に征服された土地（オスマン帝国領ハンガリー）の再配分。そして、巧みな結婚相続
である。その土地の大半は今日のオーストリア・スロバキア・ハンガリーにまで広がった。一族はついにハプスブルク帝国最大の大地主となり、時としてオーストリア皇帝の所得を凌駕するまでになった。

## エステルハージ家とハイドン

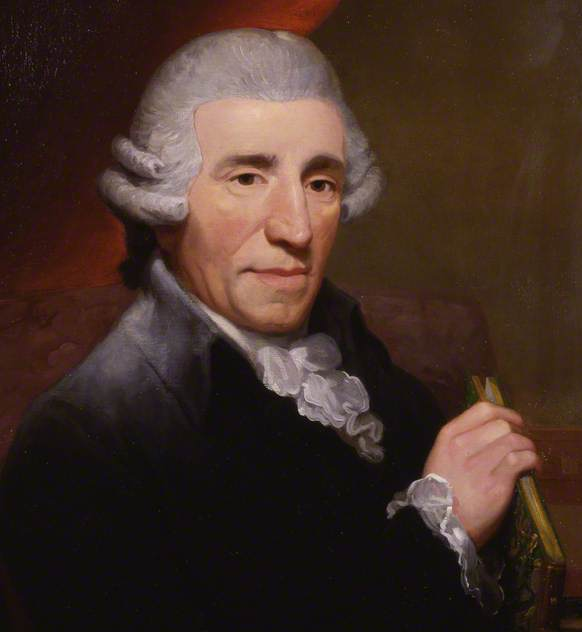
フランツ・ヨーゼフ・ハイドン

交響曲の父と呼ばれる著名な作曲家フランツ・ヨーゼフ・ハイドンは、エステルハージ家に楽長として仕えた。1761年、ハイドンはエステルハージ・ミクローシュ・ヨージェフに雇われ、ミクローシュ・ヨージェフの孫であり後継者であったエステルハージ・ミクローシュのもとで長く働いた。ミクローシュの後を継いだ息子のエステルハージ・アンタルは音楽にほとんど関心がなく、ハイドンは名ばかりの楽長となり、旅行先のイギリスで大半を過ごすこととなる。アンタルは数年で亡くなり、次のエステルハージ・ミクローシュのとき、再び楽長として仕え、主にミクローシュの妻でハイドンの友人であったマリア・ヨーゼファ・ヘルメンギルデ（1768–1845）の聖名祝日ミサ曲を、毎年作曲をした。老齢だったハイドンは、1809年に病で没するまでこの仕事を続けた。

## 出身者

エステルハージ家系図

ハンガリーでは姓名の順で名を表す慣習があるため、それに倣った。
一族で最初に名を挙げたのは、ガランタ（Galántha。1402年から一族が所有していた私有地。現在のスロバキア南西部にある一都市）男爵の肩書を得、エステルハージ姓を選んだフェレンツ・ゼルハージ（Ferenc Zerházy、1563年 - 1594年）である。

### 歴代当主
エステルハージ・ニコラウス（1583年 - 1645年）
ニコラウスはガランタで生まれた。プロテスタントとして育ったが、のちにカトリックに改宗。1626年に皇帝から伯爵に叙され、二度の結婚で莫大な富を得た。1625年、彼は皇帝よりハンガリー王国の宮中伯、ハンガリー王国の副王に選任される。ニコラウスはプロテスタントの擁護者であった、トランシルヴァニア公のベトレン・ガーボルと戦い、オスマン帝国からハンガリーを解放しようと務めた。
エステルハージ・パール（パウル・エステルハージ）（1635年 - 1713年）
パールはニコラウスの3男であり、アイゼンシュタットで生まれた。1681年にハンガリー王国の宮中伯に、1687年、皇帝レオポルト1世によって神聖ローマ帝国侯爵位（フュルスト（独: Fürst）。ハンガリーでは、20世紀まで侯爵位は存在しなかった）を与えられた。エステルハージ家の紋章にレオポルトの頭文字である「L」の字が入ったのは、このときの皇帝の恩を子々孫々まで忘れないためであったと伝えられる。彼は詩人でありチェンバロ演奏者であり、作曲家でもあった。カンタータがいくつか残されている。また、宗教的な作品をいくつか書いている。パールのもとで、アイゼンシュタットにあるエステルハージ宮殿（en:Schloss Esterházy）の改築は行われた。
1667年から、パールは対オスマン帝国の南ハンガリー軍の指揮官を務め、1683年のウィーン包囲において、連合軍のなかで南ハンガリー軍は名声をあげた。侯爵位を授けられたのは、この功績によるものである。彼はまた、既存のハンガリー貴族階級の自治権抑制に重要な役目を果たした。
エステルハージ・ミヒャエル（1671年 - 1721年）
パールの息子。1712年に、侯爵位をエステルハージ家で世襲するという、カール6世からの勅令を得て一族に利益をもたらした。彼の代でエステルハージ家はアイゼンシュタットに本格的に邸宅を構え、アイゼンシュタットは地方の音楽の拠点地として栄えることとなる。
エステルハージ・ヨージェフ・シモン・アンタル（1688年 - 1721年）
ミヒャエルの異母兄弟。在位はわずか11週であった。息子のパール・アンタルはまだ10歳だったので、ゲオルク・エトヴェシュ伯爵と未亡人マリア・オクターヴィア（Maria Octavia、1686年頃 - 1762年）が後見人についた。
エステルハージ・パール・アンタル（1711年 - 1762年）
ヨージェフの息子。若い頃はオランダのライデン大学に留学し、兵役に奉仕し、元帥までのぼりつめた。パール・アンタルはまた、1750年から1752年まで帝国大使としてナポリに駐留し、各国を旅した。
パール・アンタルは音楽のよき理解者であった。自らヴァイオリン・フルート・リュートを演奏し、膨大な楽譜の写本目録を完成させた。パトロンとしても、音楽に重要な役割を果たした。1728年、彼の母親であるマリア・オクターヴィアは（おそらく、息子にそそのかされて）、作曲家グレゴール・ヨーゼフ・ヴェルナーを一族の宮廷楽長として雇い、ヴェルナーは数十年間一族の楽長を務めた。後の1761年、高齢であったヴェルナーの補佐に、フランツ・ヨーゼフ・ハイドンを副楽長として雇った。同時に、パール・アンタルはハイドンの下に様々な楽器の名手を雇い入れて、自前のオーケストラの質を上げた。ハイドンは、初期の交響曲に多くのソロパートをかくことで、彼らの能力を評価していた。
エステルハージ・ミクローシュ・ヨージェフ（1714年 - 1790年）
ヨージェフの息子であり、パール・アンタルの弟。若い頃、彼は勲章をもらうほどの兵士であった。ハイドンの重要なパトロンであり、エステルハージ宮殿（en）を建てた人物である。
エステルハージ・アンタル（1738年 - 1794年）
ミクロージュ・ヨージェフの息子。彼が侯爵の間、エステルハージ楽団は解散していた。
エステルハージ・ミクローシュ（1765年 - 1833年）
アンタルの息子。若い頃は近衛隊の将校として勤め、グランドツアーへと旅立った。後に、帝国の外交官として勤めることになる。ミクローシュはクラリネットをたしなんでおり、彼の肖像画の一つから明らかにされている。
1809年、ナポレオン・ボナパルトはミクローシュに、独立したハンガリーの国王にならないかともちかけた。ミクローシュはナポレオンの誘惑を断り、ナポレオンに惨敗を喫したハプスブルク家皇帝フランツ2世の救出に助力した。事実、ミクローシュはこれよりも前、1797年に義勇軍を編成し皇帝を守る手助けをしていた。
グランドツアーでミクローシュは審美眼を磨きあげ、侯爵の地位を使い膨大な数の絵画を集めた。この彼の収集家としての放蕩は、一族に2世代あとまで困窮をもたらした。
ミクローシュは上記のように、ハイドンに6つのミサ曲を注文しているが、同様に、ルートヴィヒ・ヴァン・ベートーヴェンにもOp.86『ミサ曲ハ長調』（Mass in C major）を注文していた。ベートーヴェンのミサ曲初演の際、ミクローシュはこれを酷評したために、ベートーヴェンは激怒して彼の邸宅から去った。
彼の業績は、1811年に起こった金融危機の被害を最小限に食い止めたことである。
エステルハージ・パール・アンタル（パウル・アントン・エステルハージ）（1786年 - 1866年）
ミクローシュの息子。様々な国で外交官として勤め、1848年に短期間ではあるが外務大臣の地位に就いた。
エステルハージ・ニコラウス・パール（1817年 - 1894年）
エステルハージ・パール・アンタル・ニコラウス（1843年 - 1898年）
エステルハージ・ニコラウス・パール（1869年 - 1920年）
エステルハージ・パール・ヴィクトール（1901年 - 1989年）
エステルハージ・アントン・ルドルフ（1936年 -）
現在のエステルハージ家家長。
エステルハージ・パール・アントン・ニコラウス・マキシマム（1986年 -）
パール・アントン・ニコラウス・マキシマムは、1986年ミュンヘンで生まれた。
侯爵位は今日のハンガリーでは法的根拠がなく、貴族の称号も1947年に廃止されている。オーストリアでも、1919年に貴族の称号は廃止されている。

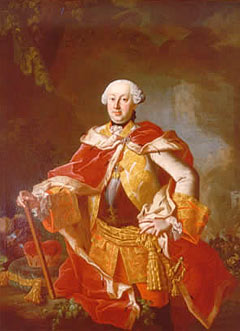
エステルハージ・パール・アンタル
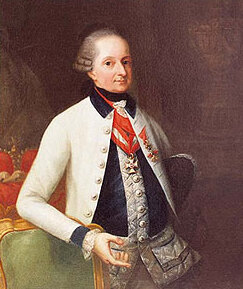
エステルハージ・ミクローシュ・ヨージェフ
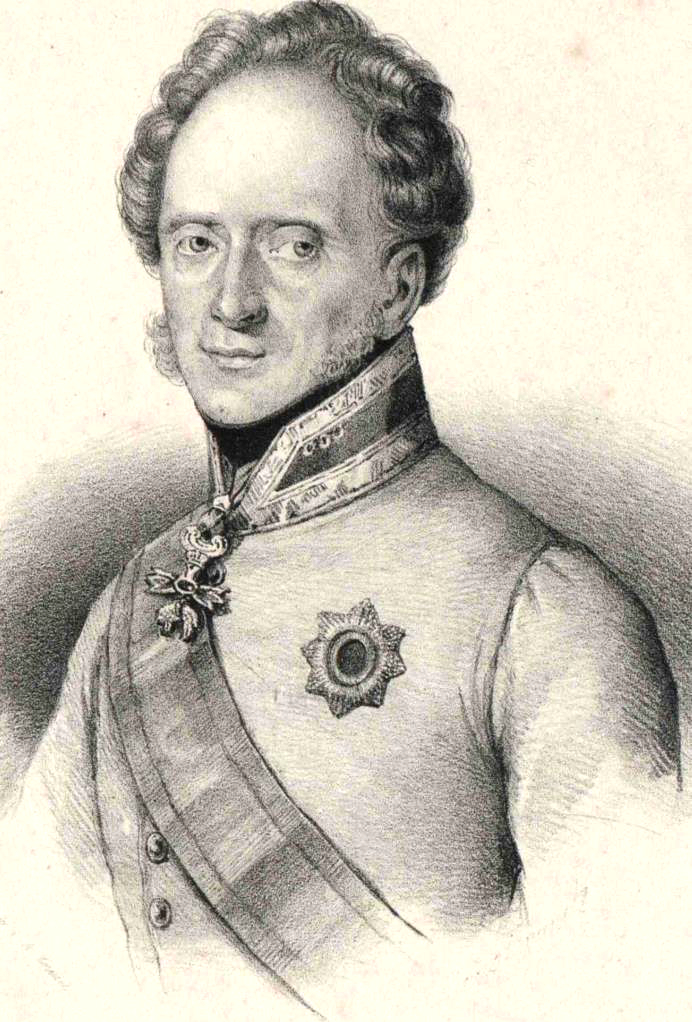
エステルハージ・パール・アンタル
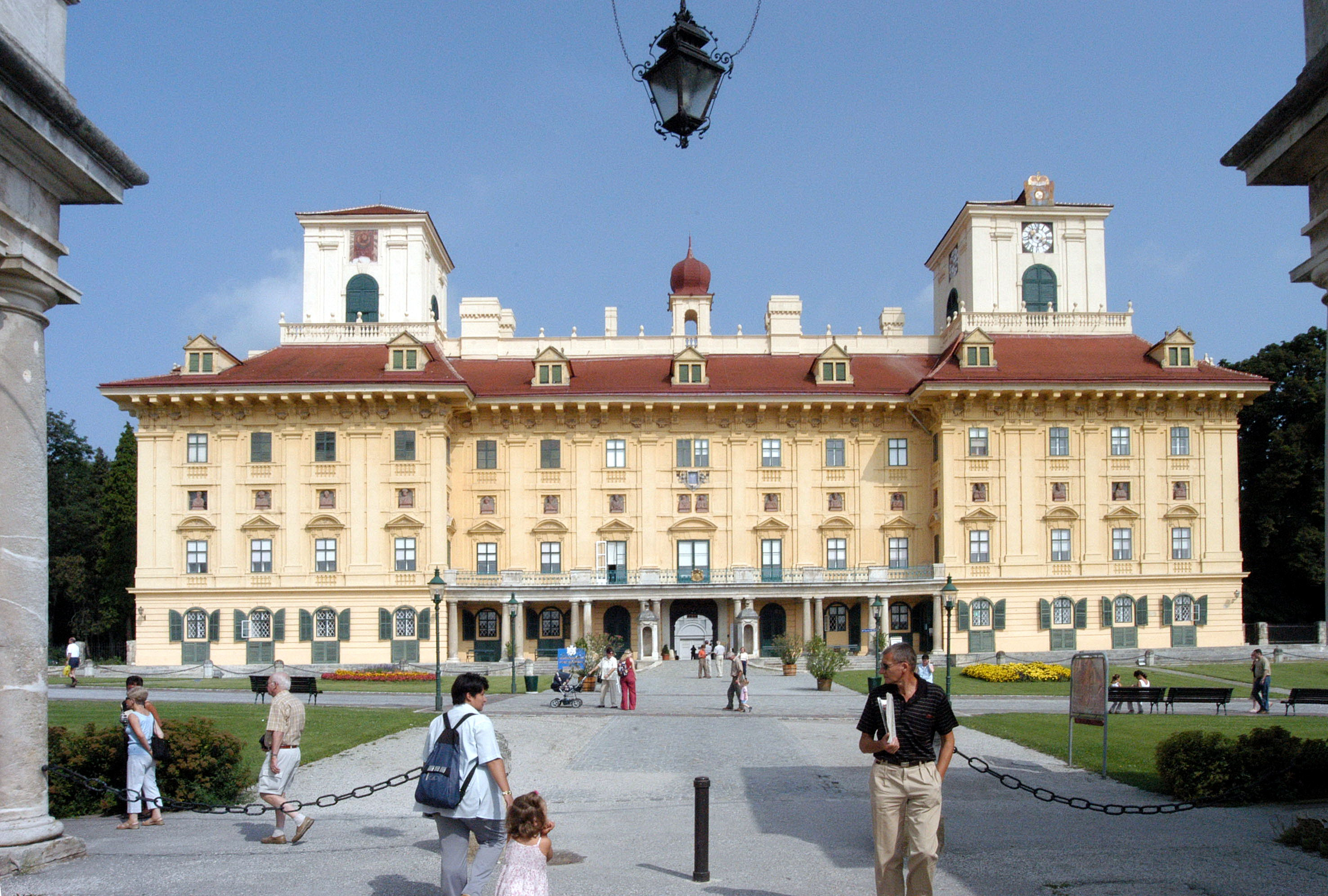
アイゼンシュタットにあるエステルハージ宮殿
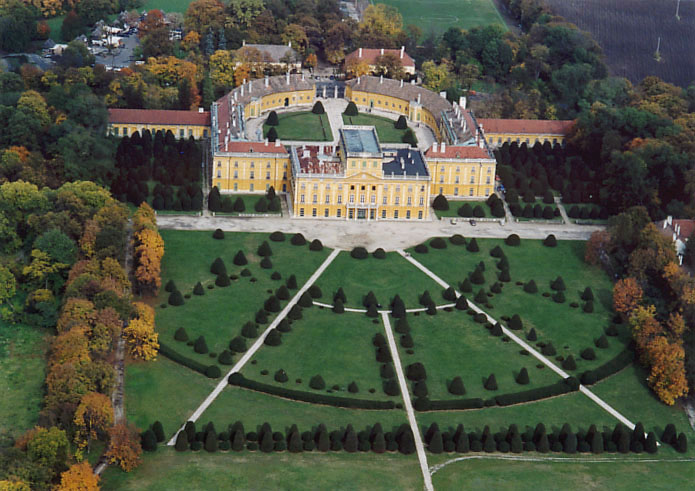
フェルテードにあるエステルハージ宮殿

### 他一族
フェルディナン・ヴァルザン・エステルアジ（1847年 - 1923年）
フランス陸軍軍人。ドレフュス事件の真犯人。
エステルハージ・モーリツ（1881年 - 1960年）
ハンガリー王国首相を務めた。
エステルハージ・ヤーノシュ（1901年 - 1951年）
スロヴァキアの政治家。ハンガリーおよびナチス・ドイツに協力した罪状で第二次世界大戦後に戦争犯罪者として無期懲役になり、獄中で没した。
エステルハージ・ペーテル（1950年4月14日 - 2016年7月14日)
モーリツの孫で作家。

## 領地、城館、所縁のある建築物など
- ガランタ：1402年にエステルハージ家の私有地となる。やがて街へと発展していった。現在はスロバキアの一都市。
- ルスト (ブルゲンラント州)
- アイゼンシュタット
- ブラチスラヴァ
- ハイドン教会 Haydnkirche
- エステルハージ家が建てた城や邸宅。

1. エステルハージ宮殿(アイゼンシュタット)　en:Schloss Esterházy：オーストリア。
2. エステルハージ宮殿 (フェルテード)　en:Eszterháza：ハンガリー。「ハンガリーのベルサイユ宮殿」の異名を持つ、広大なロココ建築の建物。
3. エステルハージ邸(ガランタ)：スロバキア。現在は旧邸宅は廃墟となっているが、新邸宅は博物館などになっている。
4. ウィーン・ヴァルナーシュトラーセのエステルハージ宮殿　Palais Esterházy an der Wallnerstraße
5. ウィーン・ケルントナーシュトラーセのエステルハージ宮殿　Palais Esterházy an der Kärntnerstraße

- フォルヒテンシュタイン（フラクノー） Forchtenstein

## 参照
1. ↑  “Objects to Esterházy - Ancient Hungarian family questions his right to a title”.  ニューヨーク・タイムズ (1899年3月12日). 2008年4月27日閲覧。
2. ↑  “Kaposvár”.  Kaposvár University. 2008年4月27日閲覧。
3. 1 2  “Esterházy Family”.  ブリタニカ百科事典. 2008年4月27日閲覧。
4. 1 2 3  Robbins Landon and Jones 1988, 35
5. ↑  “日本大百科全書(ニッポニカ)の解説”.   コトバンク. 2018年2月11日閲覧。
6. 1 2  Encyclopedia Brittannica, 1988 edition, article "Eszterházy"
7. ↑  “Esterházy”.  コロンビア百科事典. 2008年4月27日閲覧。
8. 1 2  Webster 2001, section 3(i).
9. ↑  “1947. évi IV. törvény - egyes rangok és címek megszüntetéséről” (Hungarian).  CompLex NetJogtár. 2008年4月27日閲覧。